# Kellan Gouveris
Kellan Gouveris, né le 10 février 1994 à Port Elizabeth, est un coureur cycliste sud-africain. 

## Biographie
Originaire de Port Elizabeth, Kellan Gouveris est présenté comme un sprinteur,. Sur route, il devient champion d'Afrique du Sud juniors en 2012. Il participe également à des courses sur piste. Dans cette discipline, il devient champion national à de multiples reprises, chez les juniors mais aussi au niveau élite. Il représente par ailleurs son pays dans divers évènements internationaux. On le retrouve notamment au départ des championnats du monde juniors en 2011 et 2012. Son frère cadet Bradley est lui aussi coureur cycliste. 
Durant l'été 2014, il prend part aux Jeux du Commonwealth de Glasgow, où il est aligné sur piste. En 2015, il s'adjuge la médaille d'or dans la poursuite par équipes aux championnats d'Afrique, en compagnie de Stefan de Bod, Morne van Niekerk et Hendrik Kruger.

## Palmarès sur piste

### Championnats d'Afrique
- Pietermaritzburg 2015
  -  Champion d'Afrique de poursuite par équipes (avec Stefan de Bod, Morne van Niekerk et Hendrik Kruger)
- Le Caire 2025
  -  Médaillé d'or de la poursuite par équipes
  -  Médaillé d'argent de la course aux points

### Championnats nationaux
- 2013
  -  Champion d'Afrique du Sud de poursuite par équipes (avec Nolan Hoffman, James Perry et Jevandre Pauls)
  -  Champion d'Afrique du Sud de course aux points
  - 3e du championnat d'Afrique du Sud de l'omnium
- 2014
  -  Champion d'Afrique du Sud de l'américaine (avec Nolan Hoffman)
  -  Champion d'Afrique du Sud de poursuite par équipes (avec Nolan Hoffman, James Perry et David Maree)
  - 2e du championnat d'Afrique du Sud de course aux points
- 2024[4]
  - 2e du championnat d'Afrique du Sud de vitesse par équipes
  - 2e du championnat d'Afrique du Sud de poursuite par équipes
  - 3e du championnat d'Afrique du Sud de l'américaine
- 2025[5]
  -  Champion d'Afrique du Sud de poursuite par équipes (avec Bradley Gouveris, Rhys Burrell et Jose Kleinsmit)
  - 2e du championnat d'Afrique du Sud de course aux points
  - 3e du championnat d'Afrique du Sud de vitesse par équipes

## Palmarès sur route
- 2011
  - 3e du championnat d'Afrique du Sud sur route juniors
- 2012
  -  Champion d'Afrique du Sud sur route juniors